# Фредерик д'Оналия
Фредерик д'Оналия (на френски: Frédérick d'Onaglia) е френски писател на бестселъри в жанра съвременен любовен роман.

## Биография и творчество
Фредерик д'Оналия е роден на 24 май 1969 г. в Лион, Франция. Завършва специалност журналистика.
Десет години работи в семейната фабрика за производство на обувки като заема различни позиции, достигайки до ръководител на маркетинга и правейки пробив в производството на професионални дамски обувки. Решавайки да преследва мечтата си да пише, напуска работата си, заминава за Прованс, където се установява да живее и твори.
През 2004 г. е издаден първият му роман „Тайните на виното“, който печели признанието на читателите и критиката, печели няколко литературни награди, включително на Международния Лайънс клуб.
През 2013 г. е издадена книгата му „Буря над Прованс“. Алесандра Арну живее в Буркина Фасо и управлява клона на семейната козметична фирма „Ла Провансал“. След смъртта на баща си се завръща във Франция, където разбира, че брат ѝ води предприятието към фалит, семейство Гарбиани е враг на семейството ѝ, а и във фабриката е извършено убийство на разследващ журналист. На нейните плещи остава спасението на фирмата и репутацията му.
Произведенията на писателя са страстни драматични и динамични истории, смесващи семейни тайни, любов, силни амбиции и предателства, на фона на романтичната южна част на Франция.
Фредерик д'Оналия живее със семейството си в Лион, но често пребивава в Прованс.

## Произведения

### Серия „Тайните на виното“ (Le Secret des cépages)
1. Le Secret des cépages (2004) – награда на „Лайънс клуб“
2. L’Invitée de Fontenay (2005)
3. L’Héritière des Montauban (2006)

### Серия „Бастид“ (Bastide)
1. L’Honneur des Bastide (2007)
2. La Mémoire des Bastide (2008)

### Самостоятелни романи
- Le Faux Pas (2009)
- La Fille du delta (2010)
- Retour aux Sources (2011)
- Cap Amiral (2012)
- Parfum de famille (2013)
Буря над Прованс, изд.: ИК „Ентусиаст“, София (2014), прев. Силвия Колева
- L'Enfant des Maures (2014)
- La Partition des illusions (2015)
- Un Ete à Lou Triadou (2015)
- Les Murmures de l'Olivier (2016)